# La Vie avant tout
La Vie avant tout (Strong Medicine) est une série télévisée américaine en 132 épisodes de 42 minutes, créée par Whoopi Goldberg et Tammy Ader et diffusée entre le 23 juillet 2000 et le 5 février 2006 sur Lifetime.
En France, la série a été diffusée à partir du 5 octobre 2001 sur Téva et rediffusée sur TF1.

## Synopsis
Cette série met en scène la vie d'un hôpital le Rittenhouse Hospital qui fait également office de dispensaire pour les plus pauvres. La série sans prétention et beaucoup d'émotions aborde de nombreux thèmes de société. Cet hôpital est essentiellement un hôpital pour femmes.

## Distribution

### Personnages principaux
- Janine Turner (VF : Marie-Frédérique Habert) : Dr Dana Stowe
- Rosa Blasi (VF : Odile Schmitt) : Dr Luisa « Lu » Magdalena Delgado
- Jenifer Lewis (VF : Joëlle Fossier) : Lana Hawkins
- Josh Coxx (VF : Stéphane Marais) : Peter Riggs
- Philip Casnoff (VF : Pierre-François Pistorio) : Dr Robert « Bob » Jackson
- Patricia Richardson (VF : Josiane Pinson) : Dr Andy Campbell
- Brennan Elliott (VF : Marc Saez) : Dr Nick Biancavilla
- Tamera Mowry (VF : Fily Keita) : Kayla Thornton
- Rick Schroder (VF : Alexandre Gillet) : Dr Dylan West

### Personnages secondaires
- Whoopi Goldberg (VF : Maïk Darah) : Dr Lydia Emerson (saison 1)
- Chris Marquette (VF : Kelyan Blanc) : Marc Delgado (saison 1)
- Lisa Darr (VF : Mariannick Mahé) : Susan Jackson (saison 1)
- Jeffrey D. Sams (VF : Thierry Desroses) : Jack (saison 1)
- Don Michael Paul (VF : Daniel Beretta) : Harry Burr (saison 2)
- Richard Biggs (VF : Mathieu Buscatto) : Milo Morton (saison 3)
- Julian Acosta (VF : Guillaume Orsat) : Miguel « Mickey » Arenas (saison 3)
- Grant Show (VF : Thierry Ragueneau) : Ben Sanderson (saison 4)
- Matthew Yang King (VF : Vincent de Boüard) : Dr Matt Lin (saison 4)
- Nestor Carbonell (VF : Mathias Kozlowski) : Jonas Ray (saison 5)
- Eileen April Boylan (VF : Virginie François) : Araya West (saison 6)
- Tia Mowry : Keisha Thornton

### Guest stars
Plusieurs personnalités ont participé à la série au cours des 6 saisons :
- Nicholle Tom
- Sandy Martin

Version française
Studio de doublage : Libra Films
Direction artistique : François Jaubert
Adaptation : Sylvie Abou-Isaac, Laurent Gourdon, Isabelle Gueguen & Bruno Itze